# (181702) Forcalquier
(181702) Forcalquier est un astéroïde de la ceinture principale.

## Description
(181702) Forcalquier est un astéroïde de la ceinture principale. Il fut découvert le 15 septembre 1988 à l'observatoire de Haute-Provence par Eric Walter Elst. Il présente une orbite caractérisée par un demi-grand axe de 2,34 UA, une excentricité de 0,25 et une inclinaison de 5,1° par rapport à l'écliptique.

## Compléments